# Buslijn 320 (Amsterdam-Hilversum)
Buslijn 320 is een snelbuslijn van het R-net, die verzorgd wordt door Transdev. Voor 11 juli 2021 werd deze lijn verzorgd door Connexxion en tot februari 2021 ook door Pouw Vervoer. Deze lijn rijdt tussen Hilversum, Blaricum, Huizen, Naarden, Muiden en Amsterdam Amstel en heeft een lengte van 49 km.

## Geschiedenis
De verbinding tussen Amsterdam Oost en het Gooi heeft een geschiedenis die teruggaat naar 1881 toen een stoomtramlijn werd ingesteld tussen Amsterdam en het Gooi. In 1939 werd deze tramlijn vervangen door een buslijn.

## Beschrijving
De busverbinding maakt deel uit van de concessie Gooi en Vechtstreek en wordt geëxploiteerd door Transdev, voor 11 juli 2021 was Connexxion de vervoerder op deze lijn. De openingsdatum van de lijn was 17 juli 2011; de concessie is verleend voor de duur van 8 jaar. Vanwege hoge investeringskosten voor Connexxion werd tot begin 2021 een deel van de ritten in opdracht van Connexxion uitgevoerd door de firma Pouw Vervoer uit IJsselstein. Buslijn 320 maakt per 11 december 2011 deel uit van het R-net (Randstadnet), een hoogwaardig netwerk van streekvervoerlijnen rond Amsterdam, waarin ook onder andere de Zuidtangent en enkele andere Regionet-lijnen in opgenomen zijn.

### Vervoer over de snelweg
Een belangrijk deel van de route van bus 320 voert over de snelweg. Zo wordt tussen het Tergooi ziekenhuis in Hilversum en Blaricum P+R gereden over de A27. Op het traject tussen Crailo P+R en Amsterdam Watergraafsmeer rijdt de bus via de A1. Bij filevorming mag de bus rijden over de vluchtstrook; dan met een maximumsnelheid van 50 km/uur.

### Lijnen 100 en 101
Lijn 320 heeft gedeeltelijk de lijnen 100 en 101 vervangen. Lijn 100 reed tot 17 juli 2011 het traject Station Hilversum – Blaricum Carpoolplaats – Huizen Busstation – Station Naarden-Bussum, lijn 101 reed op het traject Blaricum Carpoolplaats – Huizen Busstation – Station Amsterdam Amstel. Beide lijnen zijn bij de komst van lijn 320 ingekort tot het traject Blaricum Carpoolplaats – Station Naarden-Bussum. Binnen Huizen rijden zij een ontsluitende route, met meer halteplaatsen dan lijn 320.

## Route
De route van lijn 320 begint op het station van Hilversum. Na het station kruist de lijn de spoorlijn Hilversum - Utrecht gelijkvloers, waarna deze via de HOV-baan langs het ziekenhuis rijdt. Vervolgens gaat deze met een fly-over over de spoorlijn Hilversum - Amersfoort, waarna de lijn via een halve busaansluiting de A27 op rijdt. Vanaf hier volgt de lijn de A27, via een halte bij de aansluiting Eemnes tot afrit Huizen. De lijn loopt nu via de carpoolplaats, de Randweg-Oost, 't Merk en de Huizermaatweg naar het busstation van Huizen. Na het busstation loopt de lijn over de Eemlandweg, de Baanbergweg, de Bestevaer en de Karel Doormanlaan naar de N527 tot Crailo P+R. Daar gaat de lijn de A1 op. De bus blijft op deze weg tot Muiden P+R, met een kleine omweg via de op- en afrit bij Naarden. Tussen Muiden P+R en Diemen-Oost volgt de lijn de Maxisweg en Diemerpolderweg, een parallel aan de A1 liggende weg, om het winkelcentrum Maxis en de Diemerknoop aan te kunnen doen. Na Diemen-Oost volgt de lijn weer de A1 en aansluitend de A10 tot Diemen-West. Nu volgt de lijn de S113/Middenweg en de Hugo de Vrieslaan tot het Amstelstation.
In de spitsrichting rijdt de lijn vanaf station Hilversum door naar station Hilversum Sportpark en het Arenapark.

## Materieel
Lijn 320 werd oorspronkelijk gereden met 22 ongelede drieasser-bussen van het type VDL Citea XLE-137. Van deze vloot werden tot begin 2021 zeven exemplaren ingezet door Pouw Vervoer. Deze bussen verschillen in in- en exterieur niet van de vijftien Connexxion-bussen die op deze lijn rijden. De bussen hebben 49 zitplaatsen. De rood-grijze kleurstelling is die van het R-net. De bussen zijn voorzien van beeldschermen met informatie over haltes en aankomsttijden.
De bussen die door Pouw Vervoer werden ingezet werden in februari 2021 eigendom van BusiNext voor inzet in Hoeksche Waard - Goeree-Overflakkee en Zeeland, deze bussen bleven echter nog steeds in opdracht van Connexxion rijden. Hiervoor in de plaats kwamen er vijf andere bussen van het type VDL Citea, dit keer van het type LLE-120. Deze zijn overgekomen van Haarlem-IJmond en Noord-Holland Noord. Door de komst van R-netlijn 321 op 11 december 2022 ontstond een tekort aan bussen in R-net uitvoering. Met de komst van 32 bussen van het type Ebusco 3.0 waren er weer voldoende bussen beschikbaar in R-net uitvoering. De Citea's LLE-120 uit Haarlem-IJmond en Noord-Holland Noord keerden terug naar waar ze vandaan kwamen. 

## Frequentie
In de dienstregeling van 2024 rijden de bussen op lijn 320 over het algemeen met een frequentie van 15 minuten, met uitzondering van:
- Spits (buiten de zomervakantie): Amsterdam ↔ Hilversum elke 10 minuten, met twee extra ritten van station Hilversum naar de Arenapark
- Maandag t/m vrijdag na 22:00 uur: Hilversum ↔ Amsterdam elke 30 minuten
- Zon- en feestdagen: Hilversum ↔ Amsterdam elke 30 minuten

## Reisduur
De duur van een gehele rit varieert van 1:01 uur in de richting Amsterdam gedurende de avonduren, tot 1:30 uur richting Hilversum in de ochtendspits. Voor de laatstgenoemde ritten is in de dienstregeling een extra reistijd van ca. 15 min. uitgetrokken voor eventuele vertraging door files.

## HOV-verbinding
Sinds 2007 werd gediscussieerd over een HOV-verbinding (hoogwaardig openbaar vervoer) tussen Hilversum en Huizen. Hiermee zou de rijtijd van lijn 320 op dit traject teruggebracht kunnen worden van ca. 30 minuten tot ca. 20 minuten. De verbinding maakte oorspronkelijk deel uit van de plannen voor het Regionet. Zij is opgezet als vrije busbaan tussen station Hilversum en Huizen Busstation. Deze baan kruist vanaf station Hilversum met een fly-over de spoorbaan naar Utrecht  en langs de spoorbaan naar Amersfoort wordt de A27 bereikt. Langs de A27 was voorzien in haltes ter hoogte van Laren / Eemnes en Blaricum. Tussen Blaricum P+R en Huizen zou de bus rijden via dezelfde route die lijn 320 nu aflegt, over ‘t Merk en de Huizermaatweg, echter met veel minder haltes.
In 2010 presenteerde Provincie Noord-Holland een versoberd plan, waarin alleen binnen de bebouwde kommen van Hilversum en Huizen een busbaan aangelegd werd en de bus op de A27 met het overige verkeer mee rijdt. De aanlegkosten zouden 92,5 miljoen euro bedragen, waarvan het grootste gedeelte door de provincie gefinancierd zou worden. De oplevering van de baan was voorzien voor 2015 maar werd voor onbepaalde tijd uitgesteld.
Tegen de plannen kwamen protesten van diverse groeperingen. Deze kwamen voort uit esthetische- en milieubezwaren, en vrees voor de gevolgen voor de doorstroming van het overige verkeer. Ook bestond de vrees dat het bestaande busnet ingekrompen of opgeheven zou worden, en de loopafstanden tot de haltes te groot zouden worden. Daarnaast zijn de tegenstanders van mening dat een busbaan door Huizen en Hilversum de fileproblemen niet oplost, daar deze zich vooral voor zouden doen op de A27.
Het HOV-plan werd in de herfst van 2010 goedgekeurd door de gemeenteraden van Hilversum, Eemnes en Laren, maar afgekeurd door Blaricum en Huizen. Daarna werd de Stuurgroep Hoogwaardig OV in het Gooi opgericht om te studeren op nieuwe varianten. In april 2011 presenteerde deze Stuurgroep een voorkeursvariant. Binnen Huizen rijdt de bus in deze variant via het Meenttracé, een groenzone in de wijk Oostermeent, in plaats van de oude route van bus 320 te volgen over de Randweg en 't Merk.